# Anne LaBastille

Anne LaBastille:Mlhavé ráno na jezeru Twitchell, říjen 1973, projekt Documerica, archiv NARA

Anne LaBastille (20. listopadu 1935, Montclair, New Jersey, USA – 1. července 2011, Plattsburgh New York) byla americká spisovatelka, fotografka a ekoložka. Byla autorem více než deseti knih, například: Woodswoman (více dílů), Beyond Black Bear Lake, Assignment:Wildlife a Women of the Wilderness.
Napsala více než 150 populárních článků a více než 25 vědeckých prací. V roce 1969 získala doktorát v oboru ekologie na Cornellově univerzitě a titul B.S. na Conservation of Natural Resources from Cornell (1955). Získala ocenění World Wildlife Fund a klubu Explorers Club za své průkopnické práce v ekologii divoké zvěře ve Spojených státech a v Guatemale. Byla dopisovatelkou pro Sierra Club a National Geographic, stejně jako přispívala do mnoha jiných časopisů. Získala licenci státu New York jako průvodce v roce 1970 a nabízela průvodcovské služby pro turisty jedoucí kánoí po Adirondacks. Po více než čtyřicet let uspořádala řadu workshopů a přednášek a procaovala pro mnoho organizací pro ochranu přírody. Cestovala po celém světě a spolupracovala s mnoha neziskovými organizacemi s cílem zmírnit ničivé účinky kyselých dešťů a znečištění jezer a proti likvidaci volně žijících zvířat. Byla také známou fotografkou divoké zvěře a její práce se objevily v mnoha publikacích přírodě. Během 70. let se podílela na projektu DOCUMERICA americké agentury pro ochranu životního prostředí.

## Život a dílo
Narodila se v Montclair v New Jersey. Zemřela v Plattsburghu, New York.

### Projekt Documerica
Byla součástí projektu DOCUMERICA americké agentury pro ochranu životního prostředí. V období 1971-77 vznikl program sponzorovaný americkou Agenturou pro ochranu životního prostředí (EPA), jehož úkolem bylo pořídit „fotografický dokument subjektů z hlediska životního prostředí“ na území Spojených států. EPA najala externí fotografy k fotografování objektů jako například zeměpisné oblasti s environmentálními problémy, EPA aktivity a každodenní život. Správa národních archivů a záznamů část tohoto katalogu zdigitalizovala a lze v něm najít odkaz na 370 fotografií autorky. LaBastille své fotografie pořizovala ve státě New York. Zobrazovala různá témata včetně přírodních krás a volně žijících zvířat, problémy životního prostředí, růst měst a každodenní život v malých městech.
Stovky jejích snímků spadají do kategorie public domain a jsou k dispozici na úložišti obrázků Wikimedia Commons.

## Galerie